# Селивановский (деревня)
Селива́новский, также Селива́новка (баш. Селивановка) — деревня в Абзелиловском районе Республики Башкортостан, относится к Давлетовскому сельсовету.
С 2005 года имеет современный статус.

## Географическое положение
Расположена на северо-восточном берегу озера Чебаркуль (бассейн реки Янгельки), в 13 км к северо-востоку от районного центра села Аскарова, в 230 км к юго-востоку от столицы республики города Уфы, в 18 км к западу от города Магнитогорска и в 4 км от аэропорта Магнитогорск.
Имеется подъездная дорога с юга от села Давлетова.

## История
Название происходит от фамилии Селиванов

Статус деревни село получило согласно Закону Республики Башкортостан от 20 июля 2005 года N 211-з «О внесении изменений в административно-территориальное устройство Республики Башкортостан в связи с образованием, объединением, упразднением и изменением статуса населенных пунктов, переносом административных центров», ст.1:

6. Изменить статус следующих населенных пунктов, установив тип поселения — деревня:
1) в Абзелиловском районе:…

м) села Селивановский Давлетовского сельсовета

## Население
| 1968 | 2002 | 2009 | 2010 |
| ---- | ---- | ---- | ---- |
| 340  | ↘193 | ↗214 | ↘188 |

Национальный состав
Согласно переписи 2002 года, преобладающие национальности: русские (68 %), башкиры (28 %).

## Достопримечательности
Озеро Чебаркуль.